# Сезон жіночої збірної України з футболу 2017
Сезон жіночої збірної України з футболу 2017 — 25-й сезон жіночої національної команди, що розпочався 19 січня товариським матчем зі збірною М'янми.

## Матчі

### М'янма 0:4 Україна
| 153. Товариський матч 19 січня 2017 10:00 UTC+2 |

| М'янма | 0:4      | Україна                                                           |
| ------ | -------- | ----------------------------------------------------------------- |
|        | Протокол | Тетяна Козиренко 28', 45+1' Ольга Бойченко 37' Таміла Хімич 90+3' |

| Фошань |

### Таїланд 1:0 Україна
| 154. Товариський матч 21 січня 2017 13:35 UTC+2 |

| Таїланд    | 1:0      | Україна |
| ---------- | -------- | ------- |
| Шрі Ма 38' | Протокол |         |

| Фошань |

### Китай 5:0 Україна
| 155. Товариський матч 24 січня 2017 13:35 UTC+2 |

| Китай                                                     | 5:0      | Україна |
| --------------------------------------------------------- | -------- | ------- |
| Шуанг 22', 44' (пен.) Гуйксін 26' Йалі 30' Цзиньцзинь 83' | Протокол |         |

| Фошань |

### Україна 2:3 Польща
| 156. Товариський матч 8 червня 2017 18:00 UTC+3 |

| Україна                          | 2:3      | Польща                                             |
| -------------------------------- | -------- | -------------------------------------------------- |
| Таміла Хімич 8' Яна Калініна 86' | Протокол | Агата Тарчинська 6' Евеліна Град 25' Ева Пайор 40' |

| «Ювілейний», Буча |

### Україна 1:1 Хорватія
| 157. ЧС-2019 (кваліфікація) 15 вересня 2017 19:00 UTC+2 |

| Україна                      | 1:1      | Хорватія          |
| ---------------------------- | -------- | ----------------- |
| Дарина Апанащенко 75' (пен.) | Протокол | Івана Руделич 90' |

| Львів, «Арена Львів» Арбітр: Флоренс Гіймен |

### Білорусь 0:4 Україна
| 158. Товариський матч 23 жовтня 2017 17:00 UTC+2 |

| Білорусь | 0:4      | Україна                                                       |
| -------- | -------- | ------------------------------------------------------------- |
|          | Протокол | Яна Калініна 20', 32' Ольга Овдійчук 72' Тетяна Козиренко 88' |

| Мінськ, Стадіон ФК «Мінськ» Арбітр: Антон Лашук |

### Угорщина 0:1 Україна
| 159. ЧС-2019 (кваліфікація) 24 листопада 2017 16:00 UTC+2 |

| Угорщина | 0:1      | Україна                 |
| -------- | -------- | ----------------------- |
|          | Протокол | Дарина Апанащенко 90+4' |

| Бальмазуйварош, «Бальмазуйварош Вароші» Арбітр: Пола Бреді |

### Склад команди
Станом на 25 січня 2017 року.
| №            | Гравець           | Клуб (у 2017)   | Дата народження   | Вік      | Ігор     | Голів    |          |
| Воротарі     | Воротарі          | Воротарі        | Воротарі          | Воротарі | Воротарі | Воротарі | Воротарі |
| ------------ | ----------------- | --------------- | ----------------- | -------- | -------- | -------- | -------- |
|              | Катерина Самсон   | «Рязань-ВДВ»    | 5 липня 1988      | 29       | 5        | 5п       |          |
|              | Ірина Зварич      | «Зірка-2005»    | 8 травня 1983     | 34       | 4        | 5п       |          |
| Захисники    |                   |                 |                   |          |          |          |          |
|              | Ірина Василюк     | «Житлобуд-2»    | 18 травня 1985    | 32       | 7        | 0        |          |
|              | Дарія Кравець     | «БІІК-Казигурт» | 21 березня 1994   | 23       | 6        | 0        |          |
|              | Натія Панцулая    | «Житлобуд-1»    | 28 грудня 1991    | 26       | 6        | 0        |          |
|              | Любов Шматко      | «Легенда»       | 25 жовтня 1993    | 24       | 5        | 0        |          |
|              | Ольга Басанська   | «Рязань-ВДВ»    | 6 січня 1992      | 25       | 5        | 0        |          |
|              | Анастасія Філенко | «Надєжда-Днєпр» | 1 листопада 1990  | 26       | 4        | 0        |          |
|              | Катерина Корсун   | «Житлобуд-2»    | 28 серпня 1995    | 22       | 1        | 0        |          |
| Півзахисники |                   |                 |                   |          |          |          |          |
|              | Таміла Хімич      | «Легенда»       | 13 вересня 1994   | 23       | 7        | 2        |          |
|              | Дарина Апанащенко | «Зірка-2005»    | 16 травня 1986    | 31       | 7        | 2        |          |
|              | Ольга Бойченко    | «Росіянка»      | 6 січня 1989      | 28       | 7        | 1        |          |
|              | Віра Дятел        | «Зоркий»        | 3 березня 1984    | 33       | 5        | 0        |          |
|              | Ія Андрущак       | «Зірка-2005»    | 13 березня 1987   | 30       | 6        | 0        |          |
|              | Мар'яна Іванишин  | «Гурник»        | 24 серпня 1992    | 25       | 3        | 0        |          |
|              | Ірина Кочнєва     | «Легенда»       | 1 вересня 1994    | 23       | 2        | 0        |          |
|              | Юлія Шевчук       | «Житлобуд-1»    | 25 червня 1998    | 19       | 2        | 0        |          |
|              | Надія Хаванська   | «Дончанка-Азов» | 2 квітня 1989     | 28       | 1        | 0        |          |
| Нападники    |                   |                 |                   |          |          |          |          |
|              | Яна Калініна      | «Житлобуд-2»    | 14 листопада 1994 | 23       | 7        | 3        |          |
|              | Ольга Овдійчук    | «Житлобуд-1»    | 16 грудня 1993    | 24       | 7        | 1        |          |
|              | Тетяна Козиренко  | «Гінтра»        | 4 травня 1996     | 21       | 5        | 3        |          |
|              | Вероніка Андрухів | «Житлобуд-2»    | 5 травня 1996     | 21       | 3        | 0        |          |
|              | Тетяна Романенко  | «Сан-Заккаріа»  | 3 жовтня 1990     | 27       | 3        | 0        |          |
|              |                   |                 |                   |          |          |          |          |